# CLICHÈ
《CLICHÈ》(클리셰)는 대한민국의 작곡가 겸 가수 윤상의 세 번째 정규음반이다.

## 앨범
신곡이 수록된 CLICHÈ(클리셰)와 윤상이 그 전까지 발매했던 《Renacimiento》, 《Insensible》, 동료 음악인 신해철과 함께했던 프로젝트 NODANCE(노땐스)의 앨범 《골든힛트》에서 선별해 리마스터한 음원이 수록된 Remaster(리마스터)까지 두 장의 CD로 이루어져 있다. 신곡 작업에는 남미 악기를 현지의 연주자들의 연주로 녹음하거나 오스트레일리아 현지의 오케스트라를 기용하기도 했다.

## 수록곡
전체 작사: 박창학. 전체 작곡: 윤상
| #             | 제목                                 | 재생 시간 |
| ------------- | ------------------------------------ | --------- |
| 1.            | 〈결국...흔해 빠진 사랑얘기〉        | 4:12      |
| 2.            | 〈문득 친구에게〉 (duet with 노영심) | 4:09      |
| 3.            | 〈우연히 파리에서〉                  | 3:37      |
| 4.            | 〈Back to the Real Life〉            | 3:34      |
| 5.            | 〈사랑이란〉                         | 5:24      |
| 6.            | 〈나를 친구라고 부르는 너에게〉      | 4:27      |
| 7.            | 〈어쩌면 너를〉                      | 4:43      |
| 8.            | 〈바람에게〉                         | 3:22      |
| 9.            | 〈City Life〉                        | 3:55      |
| 10.           | 〈내일은 내일〉                      | 4:25      |
| 11.           | 〈Back To The Real Life〉 (Remix)    | 3:32      |
| 총 재생 시간: | 총 재생 시간:                        | 40:48     |

| #             | 제목                | 재생 시간 |
| ------------- | ------------------- | --------- |
| 1.            | 〈배반〉            | 5:12      |
| 2.            | 〈벽〉              | 4:05      |
| 3.            | 〈달리기〉          | 3:38      |
| 4.            | 〈자장가〉          | 4:53      |
| 5.            | 〈반격〉            | 4:20      |
| 6.            | 〈언제나 그랬듯이〉 | 4:44      |
| 7.            | 〈마지막 거짓말〉   | 4:50      |
| 8.            | 〈악몽〉            | 4:39      |
| 9.            | 〈기념사진〉        | 3:22      |
| 총 재생 시간: | 총 재생 시간:       | 40:01     |

## 참여
이 목록은 해당 앨범의 부클릿 〈staff〉목록에서 발췌하였다.
| - 윤상 - 프로듀서, 믹싱(트랙 11 제외), 편곡, 기타(7, 8) - 김범수 - 믹싱(11), 편곡, 드럼 프로그래밍(3, 8) - 곽은정(Rock Record 스튜디오), Robin Gray(Allan Eaton 스튜디오) - 기술 - Digitalian, Rock Record 스튜디오, BK's private, Coar 스튜디오, Allan Eaton 스튜디오(멜버른) - 녹음/믹싱 스튜디오 - 고희정(서울 스튜디오) - 마스터링 - 김선화 - 보조 - 박인영 - 현악 편곡 - 김기홍(ode뮤직) - A&R - 김효은 - 헤어, 메이크 업 - 최성우(서울), Chang Shin(멜버른) - 사진 - MIKLIES - 아트 디렉터, 디자인 참여 음악인 - Sam Lee - 기타(1) - 심상원, 김우현, 박종홍, 김혜은, 신인순 - 바이올린(1) - 김소영 - 첼로(1) - 멜버른 심포니 오케스트라(2, 3, 6, 7) - Rudolf Osadnik, Robert Macindoe, Monica Curro, Lorraine Hook, Peter Edwards, Wojaech Statkiewkz, Sook Yoon - 1st 바이올린 - David Shafin, Eleanor Bukhshtaber, Roger Young, Richard Panting, Ron Layton, George VI - 2nd 바이올린 - Isabel Morse, Beth Henming, Alison Feiner - 비올라 - Steve Reeves - 베이스 - Sarah Mores, Gerald Keuneman, Simon Meighan - 첼로 - 박용규 - 기타(2) - 손무현 - 기타(3, 9, 10) - 이현정, 김효수 - 코러스(3, 9, 10) - Miguel Angel Varvello - 반도네온(6) - SISAY BAND(에콰도르) - Hector Maigua Farinango - Sampona, 코러스(8) - Luis Oswaldo Teran, Jose Farinango Lema - 코러스(8) - 최진우 - 베이스(9) | - 김동인 - 믹싱(3) 참여 음악인 - 유진 - 플루트(1) - Sessil - 프랑스 보컬(2) - 손무현 - 기타(2, 3, 5) - 신해철 - 코러스(3) - 심성락 - 아코디언(6) - 심상원 - 바이올린(7) - 이승환, 조원선, 이소은 - 코러스(8) |